# Danh sách tập phim Boruto: Naruto Next Generations
Boruto: Naruto Next Generations là một series anime tiếng Nhật dựa trên manga cùng tên và là một chuyển thể tiếp nối Naruto của Kishimoto Masashi. Phim được sản xuất bởi Pierrot và phát sóng trên TV Tokyo với đạo diễn là Abe Noriyuki (Tổng đạo diễn) (#1–104), Yamashita Hiroyuki (#1–66), Fujii Toshirō (#67–104), và Kōda Masayuki (#105–); kịch bản được biên soạn bởi Uezu Makoto (#1–66) và Honda Masaya (#67–). Tác giả Kodachi Ukyō chịu trách giám sát xê-ri.
Boruto khai thác câu chuyện về con trai của Uzumaki Naruto và những đồng đội trước đây của cậu khi trưởng thành. Mặc dù dựa trên manga nhưng anime vẫn có bước phát triển độc lập và cũng chuyển thể từ manga Naruto ngoại truyện: Hokage Đệ Thất và mùa hoa đỏ, phim điện ảnh Boruto: Naruto the Movie, cũng như light novel Naruto Shinden.
Xê-ri bắt đầu được phát sóng TV Tokyo từ ngày 5 tháng 4 năm 2017 vào thứ tư hàng tuần lúc 5:55 PM JST. Từ 3 tháng 5 năm 2018 (tập 56), phát sóng vào thứ sáu lúc 7:25 PM JST. Từ 7 tháng 10 năm 2018 đến nay (tập 76) phát sóng mỗi chiều chủ nhật lúc 5:30 PM JST. Sau đó các tập được phát hành trong định dạng DVD. Viz Media cấp phép series vào ngày 23 tháng 3 năm 2017 qua nền tảng Hulu và trên Crunchyroll. Bản lồng tiếng Anh được phát sóng trên khung giờ Toonami của Adult Swim từ ngày 29 tháng 9 năm 2018, tuy nhiên chỉ phát sóng đến tập 52 và ngưng phát sóng từ 20 tháng 10 năm 2019.
Tại Việt Nam, từ ngày 16 tháng 4 năm 2022, sê-ri lần đầu tiên được phát hành tại Việt Nam qua nền tảng kỹ thuật số do công ty POPS Worldwide mua bản quyền trình chiếu với bản lồng tiếng Việt, tần suất mỗi ngày một tập.

## Danh sách tập

### Năm 2017
| No. | Tên tập phim                                                                                        | Ngày phát sóng gốc   | Ngày phát sóng tiếng Việt |
| --- | --------------------------------------------------------------------------------------------------- | -------------------- | ------------------------- |
| 1   | "Uzumaki Boruto!!" (うずまきボルト!!)                                                               | 5 tháng 4 năm 2017   | 16 tháng 4 năm 2022       |
| 2   | "Con trai của Hokage!!" "Hokage no Musuko…!!" (火影の息子…!!)                                       | 12 tháng 4 năm 2017  | 17 tháng 4 năm 2022       |
| 3   | "Metal Lee mất kiểm soát!!" "Bōsō, Metaru Rī!!" (暴走、メタル・リー!!)                              | 19 tháng 4 năm 2017  | 18 tháng 4 năm 2022       |
| 4   | "Cuộc chiến Nhẫn thuật giữa nam và nữ!!" "Danjo Taikou Ninjutsugassen!!" (男女対抗忍術合戦!!)       | 26 tháng 4 năm 2017  | 19 tháng 4 năm 2022       |
| 5   | "Học sinh chuyển trường bí ẩn!!" "Nazo no Tenkousei...!!" (謎の転校生…!!)                           | 3 tháng 5 năm 2017   | 20 tháng 4 năm 2022       |
| 6   | "Tiết học cuối cùng!!" "Saigo no Jugyou...!!" (最後の授業…!!)                                       | 10 tháng 5 năm 2017  | 21 tháng 4 năm 2022       |
| 7   | "Tình yêu và khoai tây chiên!!" "Koi to Potato Chips...!!" (恋とポテチ…!!)                          | 17 tháng 5 năm 2017  | 22 tháng 4 năm 2022       |
| 8   | "Sự khai sáng của giấc mơ" "Yume no Otsuge" (夢のお告げ)                                            | 24 tháng 5 năm 2017  | 23 tháng 4 năm 2022       |
| 9   | "Tự chứng minh" "Jibun no Shoumei" (自分の証明)                                                     | 31 tháng 5 năm 2017  | 24 tháng 4 năm 2022       |
| 10  | "Cuộc điều tra hắc khí bắt đầu!!" "Ghost Jiken, Sousa Kaishi!!" (ゴースト事件、捜査開始!!)          | 7 tháng 6 năm 2017   | 25 tháng 4 năm 2022       |
| 11  | "Cái bóng của kẻ chủ mưu" "Kuromaku no Kage" (黒幕の影)                                             | 14 tháng 6 năm 2017  | 26 tháng 4 năm 2022       |
| 12  | "Boruto và Mitsuki" "Boruto to Mitsuki" (ボルトとミツキ)                                            | 21 tháng 6 năm 2017  | 27 tháng 4 năm 2022       |
| 13  | "Ma thú xuất hiện!!" "Majuu, Arawaru...!!" (魔獣、現る…!!)                                          | 28 tháng 6 năm 2017  | 28 tháng 4 năm 2022       |
| 14  | "Con đường trong mắt của Boruto" "Boruto ni Mieru Michi" (ボルトに見える道)                         | 5 tháng 7 năm 2017   | 29 tháng 4 năm 2022       |
| 15  | "Chặng đường mới" "Atarashii Michi" (新しい道)                                                      | 12 tháng 7 năm 2017  | 30 tháng 4 năm 2022       |
| 16  | "Nguy cơ lưu ban" "Daburi no Kiki" (留年(ダブり)の危機)                                             | 19 tháng 7 năm 2017  | 1 tháng 5 năm 2022        |
| 17  | "Sarada chạy như bay!!" "Sarada, Hashiru!!" (サラダ、走る!!)                                        | 26 tháng 7 năm 2017  | 2 tháng 5 năm 2022        |
| 18  | "Một ngày của nhà Uzumaki" "Uzumaki-ke no Ichinichi" (うずまき家の一日)                             | 2 tháng 8 năm 2017   | 3 tháng 5 năm 2022        |
| 19  | "Uchiha Sarada" (うちはサラダ)                                                                      | 9 tháng 8 năm 2017   | 4 tháng 5 năm 2022        |
| 20  | "Thiếu niên Sharingan" "Sharingan no Shounen" (写輪眼（しゃりんがん）の少年)                        | 16 tháng 8 năm 2017  | 5 tháng 5 năm 2022        |
| 21  | "Sasuke và Sarada" "Sasuke to Sarada" (サスケとサラダ)                                              | 23 tháng 8 năm 2017  | 6 tháng 5 năm 2022        |
| 22  | "Kết nối suy nghĩ" "Tsunagaru Omoi" (つながる想い)                                                  | 30 tháng 8 năm 2017  | 7 tháng 5 năm 2022        |
| 23  | "Hình thức của liên kết" "Tsunagari no Katachi" (つながりのカタチ)                                  | 6 tháng 9 năm 2017   | 8 tháng 5 năm 2022        |
| 24  | "Boruto và Sarada" "Boruto to Sarada" (ボルトとサラダ)                                              | 13 tháng 9 năm 2017  | 9 tháng 5 năm 2022        |
| 25  | "Chuyến đi ngoại khóa đầy sóng gió!!" "Haran no Shuugakuryokou!!" (波乱の修学旅行!!)                | 20 tháng 9 năm 2017  | 10 tháng 5 năm 2022       |
| 26  | "Người kế thừa Mizukage" "Mizukage no Koukeisha"                                                    | 27 tháng 9 năm 2017  | 11 tháng 5 năm 2022       |
| 27  | "Trận chiến Ninja hữu nghị" "Yuujou no Shinobi Bout" (友情のシノビバウト)                           | 4 tháng 10 năm 2017  | 12 tháng 5 năm 2022       |
| 28  | "Lời tuyên chiến" "Sensenfukoku" (宣戦布告)                                                         | 11 tháng 10 năm 2017 | 13 tháng 5 năm 2022       |
| 29  | "Thất Kiếm Làng Sương Mù!!" "Shin Nintou Shichi Ninshuu!!" (新・忍刀七人衆!!)                       | 18 tháng 10 năm 2017 | 14 tháng 5 năm 2022       |
| 30  | "Sharingan đối đầu Lôi Đao Nha" "Sharingan vs Raitou Kiba" (写輪眼ＶＳ雷刀・牙（らいとう・きば）)   | 25 tháng 10 năm 2017 | 15 tháng 5 năm 2022       |
| 31  | "Boruto và Kagura" "Boruto to Kagura" (ボルトとかぐら)                                              | 1 tháng 11 năm 2017  | 16 tháng 5 năm 2022       |
| 32  | "Công cuộc tìm kiếm đặc sản" "Omiyage Quest" (おみやげクエスト)                                     | 8 tháng 11 năm 2017  | 17 tháng 5 năm 2022       |
| 33  | "Siêu Thú Ngụy Họa bị mất tác dụng" "Slump!! Choujuugiga" (スランプ!! 超獣偽画（ちょうじゅうぎが）) | 15 tháng 11 năm 2017 | 18 tháng 5 năm 2022       |
| 34  | "Đêm Sao Băng" "Hoshi Furu Yoru" (星降る夜)                                                         | 22 tháng 11 năm 2017 | 19 tháng 5 năm 2022       |
| 35  | "Buổi họp phụ huynh!!" "Sanshamendan...!!" (三者面談…!!)                                            | 29 tháng 11 năm 2017 | 20 tháng 5 năm 2022       |
| 36  | "Kỳ thi tốt nghiệp bắt đầu" "Sotsugyoushiken, Kaishi!!" (卒業試験、開始!!)                          | 6 tháng 12 năm 2017  | 21 tháng 5 năm 2022       |
| 37  | "Sự giác ngộ của một Ninja" "Shinobu no Kakugo" (忍（しのび）の覚悟)                                | 13 tháng 12 năm 2017 | 22 tháng 5 năm 2022       |
| 38  | "Đội 3 người thành lập?" "Three Man Cell, Kessei...?" (スリーマンセル、結成…？)                     | 20 tháng 12 năm 2017 | 23 tháng 5 năm 2022       |
| 39  | "Con đường ánh trăng chiếu rọi" "Michiru Tsuki ga Terasu Michi" (満ちた月が照らす道)                | 27 tháng 12 năm 2017 | 24 tháng 5 năm 2022       |

### Năm 2018
| No. | Tên tập phim                                                                                       | Ngày phát sóng gốc   | Ngày phát sóng tiếng Việt |
| --- | -------------------------------------------------------------------------------------------------- | -------------------- | ------------------------- |
| 40  | "Nhiệm vụ đầu tiên của đội 7!!" "Dai Nana Han: Hatsu Ninmu!!" (第七班・初任務!!)                   | 10 tháng 1 năm 2018  | 25 tháng 5 năm 2022       |
| 41  | "Sức mạnh đoàn kết" "Kessoku no Chikara" (結束の力)                                                | 17 tháng 1 năm 2018  | 26 tháng 5 năm 2022       |
| 42  | "Công việc của Ninja" "Ninja no oshigoto" (忍者のお仕事)                                           | 24 tháng 1 năm 2018  | 27 tháng 5 năm 2022       |
| 43  | "Bạch dạ đoàn xuất hiện" "byakuyadan, genru !!" (白夜団、現る!!)                                   | 31 tháng 1 năm 2018  | 28 tháng 5 năm 2022       |
| 44  | "Sự bối rối của Shikadai" "Shikadaru no giwaku" (シカダルの疑惑)                                   | 7 tháng 2 năm 2018   | 29 tháng 5 năm 2022       |
| 45  | "Ký ức ngày tuyết rơi" "Yuki no hi no omoide" (雪の日の思い出)                                     | 14 tháng 2 năm 2018  | 30 tháng 5 năm 2022       |
| 46  | "Thực hiện!!! Kế hoạch đêm vĩnh hàng" "Kyokutan'na sentō" (極端な戦闘)                             | 21 tháng 2 năm 2018  | 31 tháng 5 năm 2022       |
| 47  | "Hình tượng tôi muốn trở thành" "Watashi ga tsuikyū suru imēji" (私が追求するイメージ)             | 28 tháng 2 năm 2018  | 1 tháng 6 năm 2022        |
| 48  | "Phim tài liệu về Ninja hạ đẳng!!" "Dokyumentarī Genin" (下忍ドキュメンタリー!!)                   | 7 tháng 3 năm 2018   | 2 tháng 6 năm 2022        |
| 49  | "Wasabi và Namida" "Wasabi tai namida" (ワサビ対ナミダ)                                            | 14 tháng 3 năm 2018  | 3 tháng 6 năm 2022        |
| 50  | "Cuộc họp để cử cuộc thi Ninja trung đẳng" "Chun kontesuto: Nyūmon-kai" (中忍選抜試験推薦会議)     | 21 tháng 3 năm 2018  | 4 tháng 6 năm 2022        |
| 51  | "Sinh nhật Boruto" "Boruto no tanjōbi" (ボルトの誕生日)                                            | 28 tháng 3 năm 2018  | 5 tháng 6 năm 2022        |
| 52  | "Hình bóng của Sasuke" "Sasuke no katachi" (サスケの形)                                            | 4 tháng 4 năm 2018   | 6 tháng 6 năm 2022        |
| 53  | "Sinh nhật của Himawari" "himawari no tanjōbi" (ヒマワリの誕生日)                                  | 11 tháng 4 năm 2018  | 7 tháng 6 năm 2022        |
| 54  | "Sasuke và Boruto" "sasuke to boruto" (サスケとボルト)                                             | 18 tháng 4 năm 2018  | 8 tháng 6 năm 2022        |
| 55  | "Nhẫn cụ khoa học" "kagaku ningu" (科学忍具)                                                       | 25 tháng 4 năm 2018  | 9 tháng 6 năm 2022        |
| 56  | "Đối thủ tập kết!!" "raibaru, shūketsu !!" (ライバル、集結!!)                                      | 3 tháng 5 năm 2018   | 10 tháng 6 năm 2022       |
| 57  | "Lí do không thể thua" "makerarenai riyū" (負けられない理由)                                       | 10 tháng 5 năm 2018  | 11 tháng 6 năm 2022       |
| 58  | "Vòng thi đối kháng bắt đầu!!" "tōnamento, kaishi !!" (トーナメント、開始!!)                       | 17 tháng 5 năm 2018  | 12 tháng 6 năm 2022       |
| 59  | "Boruto đối đầu với Shikadai" "boruto VS shikadai" (ボルトVSシカダイ)                              | 24 tháng 5 năm 2018  | 13 tháng 6 năm 2022       |
| 60  | "Làng Lá đại chiến làng Cát" "ki no hagakure VS suna kakure" (木ノ葉隠れVS砂隠れ)                  | 31 tháng 5 năm 2018  | 14 tháng 6 năm 2022       |
| 61  | "Shinki - Người sử dụng Thiết Sa" "satetsuzukai shinki" (砂鉄使い・シンキ)                         | 7 tháng 6 năm 2018   | 15 tháng 6 năm 2022       |
| 62  | "Otsutsuki xâm lăng" "ōzutsu ki, shūrai !!" (大筒木、襲来!!)                                       | 14 tháng 6 năm 2018  | 16 tháng 6 năm 2022       |
| 63  | "Át chủ bài của Sasuke" "sasuke no kirifuda" (サスケの切り札)                                      | 28 tháng 6 năm 2018  | 17 tháng 6 năm 2022       |
| 64  | "Giải cứu Naruto" "naruto, dakkan !!" (ナルト、奪還!!)                                             | 5 tháng 7 năm 2018   | 18 tháng 6 năm 2022       |
| 65  | "Cha và con" "chichi to ko" (父と子)                                                               | 19 tháng 7 năm 2018  | 19 tháng 6 năm 2022       |
| 66  | "Truyền kỳ của tôi!!" "ore no monogatari … !!" (オレの物語…!!)                                     | 26 tháng 7 năm 2018  | 20 tháng 6 năm 2022       |
| 67  | "Dạng thức siêu đại điệp Chocho!!" "chō chō chō chō mōdo !!" (超チョウチョウ蝶モード!!)            | 2 tháng 8 năm 2018   | 21 tháng 6 năm 2022       |
| 68  | "Nụ hôn siêu đại điệp Chocho!!" "chō chōchōkisumōdo !!" (超チョウチョウキスモード!!)               | 9 tháng 8 năm 2018   | 22 tháng 6 năm 2022       |
| 69  | "Siêu đại điệp Chocho tình yêu trỗi dậy!!" "chō chō chō koi sōdō !!" (超チョウチョウ恋騒動!!)      | 16 tháng 8 năm 2018  | 23 tháng 6 năm 2022       |
| 70  | "Mặt trái của sự căng thẳng" "kinchō no mukōgawa" (緊張の向こう側)                                 | 23 tháng 8 năm 2018  | 24 tháng 6 năm 2022       |
| 71  | "Hòn đá cứng nhất trên đời" "sekai de ichiban katai ishi" (世界で一番固い石)                       | 30 tháng 8 năm 2018  | 25 tháng 6 năm 2022       |
| 72  | "Ý chí của Mitsuki" "mitsuki no ishi" (ミツキの意志)                                               | 6 tháng 9 năm 2018   | 26 tháng 6 năm 2022       |
| 73  | "Mặt khác của mặt trăng" "Tsuki no uragawa" (月の裏側)                                             | 13 tháng 9 năm 2018  | 27 tháng 6 năm 2022       |
| 74  | "Kẻ địch là Ino-Shika-Cho" "Teki wa Ino-Shika-Chō...!!" (敵は猪鹿蝶…!!)                            | 20 tháng 9 năm 2018  | 28 tháng 6 năm 2022       |
| 75  | "Thử thách ở Long Địa Động" "Ryūchidō no shiren" (龍地洞の試練)                                    | 20 tháng 9 năm 2018  | 29 tháng 6 năm 2022       |
| 76  | "Chạm vào chiếc vảy ngược" "Gekirin ni furero" (逆鱗に触れろ)                                      | 7 tháng 10 năm 2018  | 30 tháng 6 năm 2022       |
| 77  | "Kẻ địch mạnh. Cuộc tấn công dữ dội của Garaga" "Kyōteki, Garaga no mōkō!!" (強敵、ガラガの猛攻!!) | 14 tháng 10 năm 2018 | 1 tháng 7 năm 2022        |
| 78  | "Động cơ của mỗi người" "Sorezore no omowaku" (それぞれの思惑)                                     | 21 tháng 10 năm 2018 | 2 tháng 7 năm 2022        |
| 79  | "Gặp lại Mitsuki" "Saikai, Mitsuki...!!" (再会、ミツキ…!!)                                         | 28 tháng 10 năm 2018 | 3 tháng 7 năm 2022        |
| 80  | "Bạn của Mitsuki" "Mitsuki no tomodachi" (ミツキのトモダチ)                                        | 4 tháng 11 năm 2018  | 4 tháng 7 năm 2022        |
| 81  | "Ước nguyện của Boruto" "Boruto no negai" (ボルトの願い)                                           | 11 tháng 11 năm 2018 | 5 tháng 7 năm 2022        |
| 82  | "Thâm nhập làng Đá của Thổ quốc" "Sen'nyū!! Iwagakure no sato" (潜入!!岩隠れの里)                  | 18 tháng 11 năm 2018 | 6 tháng 7 năm 2022        |
| 83  | "Chính nghĩa của Onoki" "Ōnoki no seigi" (オオノキの正義)                                          | 25 tháng 11 năm 2018 | 7 tháng 7 năm 2022        |
| 84  | "Tâm tư của Onoki. Tâm tư của Ku" "Ōnoki no omoi, Kū no omoi" (オオノキの思い、空の思い)           | 2 tháng 12 năm 2018  | 8 tháng 7 năm 2022        |
| 85  | "Trái tim đá" "Kokoro no ishi" (心の石)                                                            | 9 tháng 12 năm 2018  | 9 tháng 7 năm 2022        |
| 86  | "Ý chí của Kozuchi" "Kozuchi no ishi" (コヅチの意志)                                               | 16 tháng 12 năm 2018 | 10 tháng 7 năm 2022       |
| 87  | "Cảm giác sống" "Ikiteiru jikkan" (生きている実感)                                                 | 23 tháng 12 năm 2018 | 11 tháng 7 năm 2022       |

### Năm 2019
| No. | Tên tập phim | Ngày phát sóng gốc   | Ngày phát sóng tiếng Việt |
| --- | --- | -------------------- | ------------------------- |
| 88  | "Đụng độ - Kokuyou" "Gekitotsu, Kokuyô!!" (激突、コクヨウ!!)                                                                             | 6 tháng 1 năm 2019   | 12 tháng 7 năm 2022       |
| 89  | "Trái tim xuyên phá" "Tsuranuku kokoro" (貫く心)                                                                                         | 13 tháng 1 năm 2019  | 13 tháng 7 năm 2022       |
| 90  | "Mitsuki và Sekiei" "Mitsuki to Sekiei" (ミツキとセキエイ)                                                                               | 20 tháng 1 năm 2019  | 14 tháng 7 năm 2022       |
| 91  | "Ý chí của Onoki" "Ōnoki no ishi" (オオノキの意志)                                                                                       | 27 tháng 1 năm 2019  | 15 tháng 7 năm 2022       |
| 92  | "Cuộc sống thường nhật mới" "Atarashī nichijō" (新しい日常)                                                                              | 3 tháng 2 năm 2019   | 16 tháng 7 năm 2022       |
| 93  | "Lễ hội Cha mẹ và con cái" "Oya ko no hi" (親子の日)                                                                                     | 10 tháng 2 năm 2019  | 17 tháng 7 năm 2022       |
| 94  | "Khẩu phần khổng lồ!! Hội thi ăn khỏe" "Tenkomori! Ôkui batoru" (てんこ盛り!!大食いバトル)                                               | 17 tháng 2 năm 2019  | 18 tháng 7 năm 2022       |
| 95  | "Chiến thuật kết thân với con gái" "Musume to ichaicha dai sakusen" (娘とイチャイチャ大作戦)                                             | 24 tháng 2 năm 2019  | 19 tháng 7 năm 2022       |
| 96  | "Máu, mồ hôi và nước mắt" "Chi to ase to Namida" (血と汗となみだ)                                                                        | 3 tháng 3 năm 2019   | 20 tháng 7 năm 2022       |
| 97  | "Quyết định của Shikadai" "Shikadai no ketsudan" (シカダイの決断)                                                                        | 10 tháng 3 năm 2019  | 21 tháng 7 năm 2022       |
| 98  | "Khu rừng bị nguyền" "Norowareta mori" (呪われた森)                                                                                      | 17 tháng 3 năm 2019  | 22 tháng 7 năm 2022       |
| 99  | "Jugo và nguyền ấn" "Jūgo to juin" (重吾と呪印)                                                                                          | 24 tháng 3 năm 2019  | 23 tháng 7 năm 2022       |
| 100 | "Con đường được định sẵn" "Kimerareta michi" (決められた道)                                                                              | 31 tháng 3 năm 2019  | 24 tháng 7 năm 2022       |
| 101 | "Viện quân của Jugo" "Jūgo no engun" (重吾の援軍)                                                                                        | 7 tháng 4 năm 2019   | 25 tháng 7 năm 2022       |
| 102 | "Loạn chiến!!" "Ransen!!" (乱戦!!) | 14 tháng 4 năm 2019  | 26 tháng 7 năm 2022       |
| 103 | "Mùa chim di trú" "Watari no kisetsu" (渡りの季節)                                                                                       | 21 tháng 4 năm 2019  | 27 tháng 7 năm 2022       |
| 104 | "Bạn cùng phòng bé nhỏ" "Chīsana dōkyonin" (小さな同居人)                                                                                | 28 tháng 4 năm 2019  | 28 tháng 7 năm 2022       |
| 105 | "Vết thương của trái tim" "Kokoro no kizuguchi" (心の傷口)                                                                               | 5 tháng 5 năm 2019   | 29 tháng 7 năm 2022       |
| 106 | "Sổ tay nhẫn pháp thang yên: Nhiệm vụ cấp S!!" "Yukemuri ninpōchō: esu ranku ninmu!!" (湯煙忍法帖・Sランク任務!!)                        | 12 tháng 5 năm 2019  | 30 tháng 7 năm 2022       |
| 107 | "Sổ tay nhẫn pháp thang yên: Đại chiến chó mèo!!" "Yukemuri ninpōchō: inuneko sensō!!" (湯煙忍法帖・犬猫戦争!!)                          | 19 tháng 5 năm 2019  | 31 tháng 7 năm 2022       |
| 108 | "Sổ tay nhẫn pháp thang yên: Nhà trọ ma ám!!" "Yukemuri ninpōchō: yūrei ryokan!!" (湯煙忍法帖・幽霊旅館!!)                               | 26 tháng 5 năm 2019  | 1 tháng 8 năm 2022        |
| 109 | "Sổ tay nhẫn pháp thang yên: Khoai tây chiên và tảng đá khổng lồ!!" "Yukemuri ninpōchō: potechi to ō iwa!!" (湯煙忍法帖・ポテチと大岩!!) | 2 tháng 6 năm 2019   | 2 tháng 8 năm 2022        |
| 110 | "Sổ tay nhẫn pháp thang yên: Suối nước nóng hồi sinh!!" "Yukemuri ninpōchō: yomigaeri onsen!!" (湯煙忍法帖・蘇り温泉!!)                  | 9 tháng 6 năm 2019   | 3 tháng 8 năm 2022        |
| 111 | "Sổ tay nhẫn pháp thang yên: Quân vua của Mirai!!" "Yukemuri ninpōchō: Mirai no gyoku!!" (湯煙忍法帖・ミライの玉!!)                      | 16 tháng 6 năm 2019  | 4 tháng 8 năm 2022        |
| 112 | "Cuộc họp thăng cấp Ninja trung đẳng" "Chūnin shōkaku shunō kaigi" (中忍昇格首脳会議)                                                    | 23 tháng 6 năm 2019  | 5 tháng 8 năm 2022        |
| 113 | "Tư chất của Đội trưởng" "Taichō no soshitsu" (隊長の素質)                                                                               | 30 tháng 6 năm 2019  | 6 tháng 8 năm 2022        |
| 114 | "Cuộc chiến bỏ phiếu siêu thẻ bài!!" "Gemaki dairi sensō!!" (ゲマキ代理戦争!!)                                                           | 7 tháng 7 năm 2019   | 7 tháng 8 năm 2022        |
| 115 | "Đội 25" "Dainijūgo han" (第二十五班) | 14 tháng 7 năm 2019  | 8 tháng 8 năm 2022        |
| 116 | "Konohamaru và Remon" "Konohamaru to Remon" (木ノ葉丸とレモン)                                                                           | 21 tháng 7 năm 2019  | 9 tháng 8 năm 2022        |
| 117 | "Bí mật của Remon" "Remon no himitsu" (レモンの秘密)                                                                                     | 28 tháng 7 năm 2019  | 10 tháng 8 năm 2022       |
| 118 | "Quái vật ăn mòn ký ức" "Kioku wo kurau mono" (記憶を喰らうモノ)                                                                         | 4 tháng 8 năm 2019   | 11 tháng 8 năm 2022       |
| 119 | "Nhẫn đạo của Konohamaru" "Konohamaru no nindō" (木ノ葉丸の忍道)                                                                         | 11 tháng 8 năm 2019  | 12 tháng 8 năm 2022       |
| 120 | "Hướng về Sasuke" "Sasuke o mezashite" (サスケを目指して)                                                                                | 18 tháng 8 năm 2019  | 13 tháng 8 năm 2022       |
| 121 | "Nhiệm vụ được ủy thác: Bảo vệ Nhất Vĩ!" "Ichibi o mamore!! Takusareta ninmu" (一尾を守れ!! 託された任務)                                | 25 tháng 8 năm 2019  | 14 tháng 8 năm 2022       |
| 122 | "Trận chiến hình nhân!!" "Kugutsu batoru!!" (傀儡バトル!!)                                                                               | 1 tháng 9 năm 2019   | 15 tháng 8 năm 2022       |
| 123 | "Urashiki trở lại" "Urashiki, fukkatsu" (ウラシキ、復活)                                                                                 | 8 tháng 9 năm 2019   | 16 tháng 8 năm 2022       |
| 124 | "Thời khắc quyết định" "Ketsudan no toki" (決断の時)                                                                                     | 15 tháng 9 năm 2019  | 17 tháng 8 năm 2022       |
| 125 | "Boruto và Shinki" "Boruto to Shinki" (ボルトとシンキ)                                                                                   | 22 tháng 9 năm 2019  | 18 tháng 8 năm 2022       |
| 126 | "Chiêu trò của Shukaku" "Shukaku no takurami" (守鶴の企み)                                                                               | 29 tháng 9 năm 2019  | 19 tháng 8 năm 2022       |
| 127 | "Thiên đường tung tăng" "Icha Icha Takutikusu" (イチャイチャタクティクス)                                                                | 6 tháng 10 năm 2019  | 20 tháng 8 năm 2022       |
| 128 | "Mục tiêu của Urashiki" "Urashiki no nerai" (ウラシキの狙い)                                                                             | 13 tháng 10 năm 2019 | 21 tháng 8 năm 2022       |
| 129 | "Làng Lá" "Konohagakure no sato" (木ノ葉隠れの里)                                                                                        | 20 tháng 10 năm 2019 | 22 tháng 8 năm 2022       |
| 130 | "Ninja hạ đẳng, tập hợp!!" "Atsumare, genin!!" (集まれ、下忍!!)                                                                          | 27 tháng 10 năm 2019 | 23 tháng 8 năm 2022       |
| 131 | "Sức mạnh của Cửu Vĩ" "Kyūbi no chikara" (九尾のカ)                                                                                      | 3 tháng 11 năm 2019  | 24 tháng 8 năm 2022       |
| 132 | "Đề bài của Jiraiya" "Jiraiya no kadai" (自来也の課題)                                                                                   | 10 tháng 11 năm 2019 | 25 tháng 8 năm 2022       |
| 133 | "Ngôi làng không có Sasuke" "Sasuke no inai sato" (サスケのいない里)                                                                     | 24 tháng 11 năm 2019 | 26 tháng 8 năm 2022       |
| 134 | "Năng lực nhìn thấy tương lai" "Mirai o yomu chikara" (未来を読むチカラ)                                                                 | 1 tháng 12 năm 2019  | 27 tháng 8 năm 2022       |
| 135 | "Trận chiến cuối cùng, Urashiki" "Saishū kessen, Urashiki" (最終決戦、ウラシキ)                                                          | 8 tháng 12 năm 2019  | 28 tháng 8 năm 2022       |
| 136 | "Vượt thời gian!!" "Toki o koete!!" (時を越えて!!)                                                                                       | 15 tháng 12 năm 2019 | 29 tháng 8 năm 2022       |
| 137 | "Du học sinh Samurai" "Samurai ryūgakusei" (サムライ留学生)                                                                              | 22 tháng 12 năm 2019 | 30 tháng 8 năm 2022       |
| 138 | "Sinh nhật của Hiashi" "Hiashi no Tanjōbi" (ヒアシの誕生日)                                                                              | 29 tháng 12 năm 2019 | 31 tháng 8 năm 2022       |

### Năm 2020
| No. | Tên tập phim | Ngày phát sóng gốc   | Ngày phát sóng tiếng Việt |
| --- | --- | -------------------- | ------------------------- |
| 139 | "Nỗi sợ!! Onikuma Enko" "Kyōfu!! Onikuma Enko" (恐怖!! 鬼熊えんこ)                                              | 12 tháng 1 năm 2020  | 1 tháng 9 năm 2022        |
| 140 | "Tâm chuyển thân thua bánh snack khoai tây" "Potechi ni maketa shintenshin no jutsu" (ポテチに負けた心転身の術) | 19 tháng 1 năm 2020  | 2 tháng 9 năm 2022        |
| 141 | "Nhà ngục ninja: Quỷ đăng thành" "Ninja keimusho, Hōzuki-jō" (忍監獄・鬼灯城)                                   | 26 tháng 1 năm 2020  | 3 tháng 9 năm 2022        |
| 142 | "Thử thách ý chí" "Konjō tameshi" (根性試し)                                                                    | 2 tháng 2 năm 2020   | 4 tháng 9 năm 2022        |
| 143 | "Kẻ nhắm tới Kokuri" "Kokuri o neratta han'nin" (コクリを狙った犯人)                                            | 9 tháng 2 năm 2020   | 5 tháng 9 năm 2022        |
| 144 | "Bí mật của Kokuri" "Kokuri no himitsu" (コクリの秘密)                                                          | 16 tháng 2 năm 2020  | 6 tháng 9 năm 2022        |
| 145 | "Đào thoát khỏi quỷ đăng thành" "Hoozuki-jō o datsugoku seyo" (鬼灯城を脱獄せよ)                                | 23 tháng 2 năm 2020  | 7 tháng 9 năm 2022        |
| 146 | "Thực hiện, vượt ngục!!" "Datsugoku, kekkō! !" (脱獄、決行!!)                                                   | 1 tháng 3 năm 2020   | 8 tháng 9 năm 2022        |
| 147 | "Quyết chiến dưới trăng" "Gekka no kessen" (月下の決戦)                                                         | 8 tháng 3 năm 2020   | 9 tháng 9 năm 2022        |
| 148 | "Nhiệm vụ mới" "Aratana ninmu! !" (新たな任務!!)                                                                | 15 tháng 3 năm 2020  | 10 tháng 9 năm 2022       |
| 149 | "Bạn bè... !!" "Tomodachi…!!" (友達…!!)                                                                         | 22 tháng 3 năm 2020  | 11 tháng 9 năm 2022       |
| 150 | "Giá trị của át chủ bài" "Kirifuda no kachi" (切り札の価値)                                                     | 29 tháng 3 năm 2020  | 12 tháng 9 năm 2022       |
| 151 | "Boruto và Tento" "Boruto to tentou" (ボルトとテントウ)                                                         | 5 tháng 4 năm 2020   | 13 tháng 9 năm 2022       |
| 152 | "Khai triển khóa học trị liệu" "Iryō ninjutsu no susume" (医療忍術のすすめ)                                     | 12 tháng 4 năm 2020  | 14 tháng 9 năm 2022       |
| 153 | "Sự phối hợp hoàn hảo" "Kogane no hāmonī" (黄金のハーモニー)                                                    | 19 tháng 4 năm 2020  | 15 tháng 9 năm 2022       |
| 154 | "Trải nghiệm làm ninja của Himawari!!" "Himawari, ninja taiken!!" (ヒマワリ、忍者体験!!)                        | 26 tháng 4 năm 2020  | 16 tháng 9 năm 2022       |
| 155 | "Mitsuki trong ngày mưa" "Ame no hi no Mitsuki" (みつきの雨の日)                                                | 5 tháng 7 năm 2020   | 17 tháng 9 năm 2022       |
| 156 | "Không thể giữ thân hình thon thả" "Surimuna mama ja irarenai" (スリムなままじゃいられない)                     | 12 tháng 7 năm 2020  | 18 tháng 9 năm 2022       |
| 157 | "Dấu chân của Kara" ""Kara" no ashiato" (「殻」の足跡)                                                          | 19 tháng 7 năm 2020  | 19 tháng 9 năm 2022       |
| 158 | "Người đàn ông mất tích" "Kieta otoko" (消えた男)                                                               | 26 tháng 7 năm 2020  | 20 tháng 9 năm 2022       |
| 159 | "Tế bào Hashirama" "Hashirama saibō" (柱間細胞)                                                                 | 2 tháng 8 năm 2020   | 21 tháng 9 năm 2022       |
| 160 | "Hướng về Mặc Quốc" "Shijima no kuni e" (黙の国へ)                                                              | 9 tháng 8 năm 2020   | 22 tháng 9 năm 2022       |
| 161 | "Lâu đài ác mộng" "Akumu no shiro" (悪夢の城)                                                                   | 16 tháng 8 năm 2020  | 23 tháng 9 năm 2022       |
| 162 | "Đột phá vòng vây siết chặt!" "Hōimō o dasshutsu seyo!" (包囲網を脱出せよ!)                                     | 23 tháng 8 năm 2020  | 24 tháng 9 năm 2022       |
| 163 | "Những kẻ truy đuổi" "Tsuisekisha-tachi" (追跡者たち)                                                           | 30 tháng 8 năm 2020  | 25 tháng 9 năm 2022       |
| 164 | "Tử cấm thuật" "Shi no kinjutsu" (死の禁術)                                                                     | 6 tháng 9 năm 2020   | 26 tháng 9 năm 2022       |
| 165 | "Nghĩa vụ của bộ tứ sinh tử" "Yotsugo no shimei" (四つ子の使命)                                                 | 13 tháng 9 năm 2020  | 27 tháng 9 năm 2022       |
| 166 | "Tử chiến" "Shitō" (死闘)                                                                                       | 20 tháng 9 năm 2020  | 28 tháng 9 năm 2022       |
| 167 | "Quyết định của hai người" "Futari no kakugo" (二人の覚悟)                                                      | 27 tháng 9 năm 2020  | 29 tháng 9 năm 2022       |
| 168 | "Cuộc huấn luyện bắt đầu!!" "Shugyō kaishi!!" (修業開始!!)                                                      | 4 tháng 10 năm 2020  | 30 tháng 9 năm 2022       |
| 169 | "Nhiệm vụ chung với làng Cát" "Suna to no kyōdō sakusen" (砂との共同作戦)                                       | 11 tháng 10 năm 2020 | 1 tháng 10 năm 2022       |
| 170 | "Rasengan mới" "Atarashii Rasengan" (新しい螺旋丸)                                                              | 18 tháng 10 năm 2020 | 2 tháng 10 năm 2022       |
| 171 | "Thành quả tập luyện" "Shugyō no seika" (修業の成果)                                                            | 25 tháng 10 năm 2020 | 3 tháng 10 năm 2022       |
| 172 | "Chữ ký của nỗi sợ" "Kyōfu no sain" (恐怖のサイン)                                                              | 1 tháng 11 năm 2020  | 4 tháng 10 năm 2022       |
| 173 | "Bí mật đắng sau căn phòng dưới lòng đất" "Chikashitsu no himitsu" (地下室の秘密)                               | 8 tháng 11 năm 2020  | 5 tháng 10 năm 2022       |
| 174 | "Thần Thụ hồi sinh" "Shinju saisei" (神樹再生)                                                                  | 15 tháng 11 năm 2020 | 6 tháng 10 năm 2022       |
| 175 | "Vượt qua giới hạn!!" "Genkai no saki e…!!" (限界の先へ…!!)                                                     | 22 tháng 11 năm 2020 | 7 tháng 10 năm 2022       |
| 176 | "Phong toả cổng A-N!!" "A・N no mon o fūsa seyo!!" (あ・んの門を封鎖せよ!!)                                     | 29 tháng 11 năm 2020 | 8 tháng 10 năm 2022       |
| 177 | "Hệ thống cảm biến của tường sắt" "Teppeki no kanchi shisutemu" (鉄壁の感知システム)                            | 6 tháng 12 năm 2020  | 16 tháng 7 năm 2023       |
| 178 | "Tấm gương của cha ông" "Chichi no senaka" (父の背中)                                                           | 13 tháng 12 năm 2020 | 17 tháng 7 năm 2023       |
| 179 | "Âm mưu của Victor" "Vikuta no inbō" (ヴィクタの陰謀)                                                           | 20 tháng 12 năm 2020 | 19 tháng 7 năm 2023       |
| 180 | "Ám sát giả Mugino" "Ansatsusha Mugino" (暗殺者ムギノ)                                                          | 27 tháng 12 năm 2020 | 21 tháng 7 năm 2023       |

### Năm 2021
| No. | Tên tập phim                                                                             | Ngày phát sóng gốc   | Ngày phát sóng tiếng Việt |
| --- | ---------------------------------------------------------------------------------------- | -------------------- | ------------------------- |
| 181 | "Vật chứa" "Utsuwa" (器)                                                                 | 10 tháng 1 năm 2021  | 23 tháng 7 năm 2023       |
| 182 | "AO" "Ao" (青)                                                                           | 17 tháng 1 năm 2021  | 24 tháng 7 năm 2023       |
| 183 | "Tay" "Te" (手)                                                                          | 24 tháng 1 năm 2021  | 26 tháng 7 năm 2023       |
| 184 | "Hình nhân" "Ningyō" (人形)                                                              | 31 tháng 1 năm 2021  | 28 tháng 7 năm 2023       |
| 185 | "Công cụ" "Dōgu" (道具)                                                                  | 7 tháng 2 năm 2021   | 30 tháng 7 năm 2023       |
| 186 | "Cách sử dụng" "Tsukaikata" (使い方)                                                     | 14 tháng 2 năm 2021  | 31 tháng 7 năm 2023       |
| 187 | "Karma" "Kāma" (楔)                                                                      | 21 tháng 2 năm 2021  | 2 tháng 8 năm 2023        |
| 188 | "Thức tỉnh" "Mezame" (目覚め)                                                            | 28 tháng 2 năm 2021  | 4 tháng 8 năm 2023        |
| 189 | "Cộng hưởng" "Kyōmei" (共鳴)                                                             | 7 tháng 3 năm 2021   | 6 tháng 8 năm 2023        |
| 190 | "Tẩu thoát" "Dassō" (脱走)                                                               | 14 tháng 3 năm 2021  | 7 tháng 8 năm 2023        |
| 191 | "Chó lạc" "Norainu" (野良犬)                                                             | 21 tháng 3 năm 2021  | 9 tháng 8 năm 2023        |
| 192 | "Quá khứ" "Kako" (過去)                                                                  | 28 tháng 3 năm 2021  | 11 tháng 8 năm 2023       |
| 193 | "Sự tồn tại" "Dōkyo" (同居)                                                              | 4 tháng 4 năm 2021   | 13 tháng 8 năm 2023       |
| 194 | "Gia đình Uzumaki" "Uzumaki-ke" (うずまき家)                                             | 11 tháng 4 năm 2021  | 14 tháng 8 năm 2023       |
| 195 | "Bình hoa" "Kabin" (花瓶)                                                                | 18 tháng 4 năm 2021  | 16 tháng 8 năm 2023       |
| 196 | "Sức mạnh gắn kết" "Tsunagu chikara" (繋ぐ力)                                            | 25 tháng 4 năm 2021  | 18 tháng 8 năm 2023       |
| 197 | "Delta" "Deruta" (デルタ)                                                                | 2 tháng 5 năm 2021   | 20 tháng 8 năm 2023       |
| 198 | "Quái vật" "Bakemon" (怪物)                                                              | 9 tháng 5 năm 2021   | 21 tháng 8 năm 2023       |
| 199 | "Quá tải" "Ōbārōdo" (オーバーロード)                                                     | 16 tháng 5 năm 2021  | 23 tháng 8 năm 2023       |
| 200 | "Làm người tập sự" "Deshiiri" (弟子入り)                                                 | 23 tháng 5 năm 2021  | 25 tháng 8 năm 2023       |
| 201 | "Giọt nước mắt vô nghĩa" "Karappo no namida" (空っぽの涙)                                | 30 tháng 5 năm 2021  | 27 tháng 8 năm 2023       |
| 202 | "Tổ chức tôn giáo" "Kyōdan" (教団)                                                       | 5 tháng 6 năm 2021   | 28 tháng 8 năm 2023       |
| 203 | "Đột kích...!!" "Kyūshū...!!" (急襲…!!)                                                  | 13 tháng 6 năm 2021  | 30 tháng 8 năm 2023       |
| 204 | "Tên khốn nguy hiểm" "Yabai yarō" (ヤバイ野郎)                                           | 20 tháng 6 năm 2021  | 1 tháng 9 năm 2023        |
| 205 | "Bằng chứng" "Shōmei" (証明)                                                             | 27 tháng 6 năm 2021  | 3 tháng 9 năm 2023        |
| 206 | "Đội Bảy tái xuất" "Shinsei Dai Nana-han" (新生第七班)                                   | 4 tháng 7 năm 2021   | 4 tháng 9 năm 2023        |
| 207 | "Tái tạo" "Saisei" (再生)                                                                | 11 tháng 7 năm 2021  | 6 tháng 9 năm 2023        |
| 208 | "Momoshiki hiện thân" "Momoshiki Kengen" (モモシキ顕現)                                  | 18 tháng 7 năm 2021  | 8 tháng 9 năm 2023        |
| 209 | "Kẻ bị ruồng bỏ" "Nokemono" (ノケモノ)                                                   | 1 tháng 8 năm 2021   | 10 tháng 9 năm 2023       |
| 210 | "Manh mối về Kara" ""Kara" no Tegakari" (「殻」の手がかり)                               | 8 tháng 8 năm 2021   | 11 tháng 9 năm 2023       |
| 211 | "Truy đuổi" "Tsuiseki" (追跡)                                                            | 15 tháng 8 năm 2021  | 13 tháng 9 năm 2023       |
| 212 | "Amado lưu vong" "Amado no Bōmei" (アマドの亡命)                                         | 22 tháng 8 năm 2021  | 15 tháng 9 năm 2023       |
| 213 | "Chân tướng" "Shōtai" (正体)                                                             | 29 tháng 8 năm 2021  | 17 tháng 9 năm 2023       |
| 214 | "Số mệnh" "Shukumei" (宿命)                                                              | 5 tháng 9 năm 2021   | 18 tháng 9 năm 2023       |
| 215 | "Sự quyết tâm" "Kakugo" (覚悟)                                                           | 12 tháng 9 năm 2021  | 20 tháng 9 năm 2023       |
| 216 | "Hi sinh" "Ikenie" (生贄)                                                                | 19 tháng 9 năm 2021  | 22 tháng 9 năm 2023       |
| 217 | "Quyết tâm" "Ketsui" (決意)                                                              | 26 tháng 9 năm 2021  | 24 tháng 9 năm 2023       |
| 218 | "Cộng sự" "Aibō" (相棒)                                                                  | 3 tháng 10 năm 2021  | 25 tháng 9 năm 2023       |
| 219 | "Trở về" "Kikan" (帰還)                                                                  | 10 tháng 10 năm 2021 | 27 tháng 9 năm 2023       |
| 220 | "Thời gian còn lại" "Nokosareta Jikan" (残された時間)                                    | 17 tháng 10 năm 2021 | 29 tháng 9 năm 2023       |
| 221 | "Tái tổ chức kỳ thi trung đẳng" "Chūnin Shiken, Futatabi" (中忍試験、再び)               | 24 tháng 10 năm 2021 | 1 tháng 10 năm 2023       |
| 222 | "Đêm trước ngày quyết chiến" "Kessen Zen'ya" (決戦前夜)                                  | 31 tháng 10 năm 2021 | 2 tháng 10 năm 2023       |
| 223 | "Inojin đấu Houki" "Inojin tai Hōki" (いのじん対ホウキ)                                  | 7 tháng 11 năm 2021  | 4 tháng 10 năm 2023       |
| 224 | "Truyền thuyết yêu quái mèo" "Bakeneko Densetsu" (化け猫伝説)                            | 14 tháng 11 năm 2021 | 6 tháng 10 năm 2023       |
| 225 | "Bạn thân đối đầu" "Shin'yū Taiketsu" (親友対決)                                         | 21 tháng 11 năm 2021 | 8 tháng 10 năm 2023       |
| 226 | "Samurai đối đầu khoa học" "Samurai tai Kagaku" (サムライ対カガク)                       | 28 tháng 11 năm 2021 | 9 tháng 10 năm 2023       |
| 227 | "Nhiệm vụ cuối cùng của đội Bảy!?" "Dainanahan, Saigo no Ninmu!?" (第七班、最後の任務!?) | 5 tháng 12 năm 2021  | 11 tháng 10 năm 2023      |
| 228 | "Kawaki, con đường trở thành ninja" "Kawaki, Shinobi e no Michi" (カワキ、忍への道)      | 12 tháng 12 năm 2021 | 13 tháng 10 năm 2023      |
| 229 | "Trái lệnh" "Meirei Ihan" (命令違反)                                                     | 19 tháng 12 năm 2021 | 15 tháng 10 năm 2023      |
| 230 | "Mong muốn" "Negai" (願い)                                                               | 26 tháng 12 năm 2021 | 16 tháng 10 năm 2023      |

### Năm 2022
| No. | Tên tập phim                                                                                        | Ngày phát sóng gốc   | Ngày phát sóng tiếng Việt |
| --- | --------------------------------------------------------------------------------------------------- | -------------------- | ------------------------- |
| 231 | "Thanh gươm gỉ sét" "Sabita Katana" (錆びた刀)                                                      | 9 tháng 1 năm 2022   | 18 tháng 10 năm 2023      |
| 232 | "Nhiệm vụ đầu tiên của đội trưởng Denki" "Denki Taichō no Hatsu Ninmu" (デンキ隊長の初任務)         | 16 tháng 1 năm 2022  | 20 tháng 10 năm 2023      |
| 233 | "Đội Bảy mới, hành động" "Shinsei Dai Nana-han, Hatsudō" (新生第七班、発動)                         | 23 tháng 1 năm 2022  | 22 tháng 10 năm 2023      |
| 234 | "Ác nhân được giải thoát khỏi nhà ngục" "Hanatareta Akutō" (放たれた悪党)                           | 30 tháng 1 năm 2022  | 23 tháng 10 năm 2023      |
| 235 | "Thâm nhập, đảo Doto" "Sennyū, Dotōjima" (潜入、ドトウ島)                                           | 6 tháng 2 năm 2022   | 25 tháng 10 năm 2023      |
| 236 | "Trốn thoát" "Dasshutsu" (脱出)                                                                     | 13 tháng 2 năm 2022  | 27 tháng 10 năm 2023      |
| 237 | "Pháo đài di động" "Idō Yōsai" (移動要塞)                                                           | 20 tháng 2 năm 2022  | 29 tháng 10 năm 2023      |
| 238 | "Con tàu đầy sát khí" "Satsujinki no Fune" (殺人鬼の船)                                             | 27 tháng 2 năm 2022  | 30 tháng 10 năm 2023      |
| 239 | "Cậu bé trên đảo đóng tàu" "Zōsen no Shima no Shōnen" (造船の島の少年)                              | 6 tháng 3 năm 2022   | 1 tháng 11 năm 2023       |
| 240 | "Giấc mơ của Ikada" "Ikada no Yume" (イカダの夢)                                                    | 13 tháng 3 năm 2022  | 3 tháng 11 năm 2023       |
| 241 | "Bí mật của Ikada" "Ikada no Himitsu" (イカダの秘密)                                                | 20 tháng 3 năm 2022  | 5 tháng 11 năm 2023       |
| 242 | "Seiren" (青煉)                                                                                     | 27 tháng 3 năm 2022  | 6 tháng 11 năm 2023       |
| 243 | "Nơi mà ta thuộc về" "Ibasho" (居場所)                                                              | 3 tháng 4 năm 2022   | 8 tháng 11 năm 2023       |
| 244 | "Rạn nứt" "Kiretsu" (亀裂)                                                                          | 10 tháng 4 năm 2022  | 10 tháng 11 năm 2023      |
| 245 | "Chấp niệm của Funamushi" "Funamushi no Shūnen" (フナムシの執念)                                    | 17 tháng 4 năm 2022  | 12 tháng 11 năm 2023      |
| 246 | "Tổn thất" "Itade" (痛手)                                                                           | 24 tháng 4 năm 2022  | 13 tháng 11 năm 2023      |
| 247 | "Vì Kagura" "Kagura no Tame ni" (かぐらのために)                                                    | 1 tháng 5 năm 2022   | 15 tháng 11 năm 2023      |
| 248 | "Tử chiến, một lần nữa" "Shitō, Futatabi" (死闘、再び)                                              | 8 tháng 5 năm 2022   | 17 tháng 11 năm 2023      |
| 249 | "Mầm mống của hận thù" "Nikushimi no Me" (憎しみの芽)                                               | 15 tháng 5 năm 2022  | 19 tháng 11 năm 2023      |
| 250 | "Dòng máu của Funato" "Funato no Chi" (舟戸の血)                                                    | 22 tháng 5 năm 2022  | 20 tháng 11 năm 2023      |
| 251 | "Quyết tâm của hai người" "Futari no Ketsui" (二人の決意)                                           | 29 tháng 5 năm 2022  | 22 tháng 11 năm 2023      |
| 252 | "Khát vọng của sự tin tưởng" "Shinjiru Kimochi" (信じる気持ち)                                      | 5 tháng 6 năm 2022   | 24 tháng 11 năm 2023      |
| 253 | "Cảm xúc không hòa hợp" "Ai Irenai Omoi" (相容れない想い)                                           | 12 tháng 6 năm 2022  | 26 tháng 11 năm 2023      |
| 254 | "Vòng xoáy hận thù" "Fukushū no Uzu" (復讐の渦)                                                     | 19 tháng 6 năm 2022  | 27 tháng 11 năm 2023      |
| 255 | "Bài tập nan giải" "Yakkai na Shukudai" (厄介な宿題)                                                | 26 tháng 6 năm 2022  | 29 tháng 11 năm 2023      |
| 256 | "Công thức thượng phẩm" "Gokujō no Reshipi" (極上のレシピ)                                          | 3 tháng 7 năm 2022   | 1 tháng 12 năm 2023       |
| 257 | "Konohamaru thành Hokage ư!?" "Hokage ni Natta Konohamaru!?" (火影になった木ノ葉丸!？)              | 10 tháng 7 năm 2022  | 3 tháng 12 năm 2023       |
| 258 | "Chuyến dã ngoại suối nước nóng của nhà Uzumaki" "Uzumaki-ke no Onsen Ryokō" (うずまき家の温泉旅行) | 17 tháng 7 năm 2022  | 4 tháng 12 năm 2023       |
| 259 | "Vết thương không lành" "Ienai Kizu" (癒えない傷)                                                   | 24 tháng 7 năm 2022  | 6 tháng 12 năm 2023       |
| 260 | "Pháo hoa của tình yêu" "Koi no Uchiage Hanabi" (恋の打ち上げ花火)                                  | 31 tháng 7 năm 2022  | 8 tháng 12 năm 2023       |
| 261 | "Kawaki vào học viện!!" "Kawaki, Akademī Nyūgaku!!" (カワキ、忍者学校入学!!)                        | 7 tháng 8 năm 2022   | 10 tháng 12 năm 2023      |
| 262 | "Tiệc trà của công chúa" "Ohime-sama no Ochakai" (お姫様のお茶会)                                   | 14 tháng 8 năm 2022  | 11 tháng 12 năm 2023      |
| 263 | "Bông hoa bung nở!! Tài năng của giáo viên" "Hana Hirake!! Kyōshi no Sainō" (花開け!!教師の才能)    | 21 tháng 8 năm 2022  | 13 tháng 12 năm 2023      |
| 264 | "Thám hiểm bảy điều bí ẩn của học viện!!" "Nana Fushigi Tanken-tai Kessei!!" (七不思議探検隊結成!!) | 28 tháng 8 năm 2022  | 15 tháng 12 năm 2023      |
| 265 | "Thực tập kỹ năng, đối kháng đội!!" "Chīmu Taikō, Jitsugi Jisshū!!" (チーム対抗、実技実習!!)        | 4 tháng 9 năm 2022   | 17 tháng 12 năm 2023      |
| 266 | "Vụ án bắt cóc Himawari" "Himawari Yūkai Jiken" (ヒマワリ誘拐事件)                                  | 11 tháng 9 năm 2022  | 18 tháng 12 năm 2023      |
| 267 | "Kawaki bị lộ thân phận!?" "Kawaki, Shōtai Hakkaku!?" (カワキ、正体発覚！？)                        | 18 tháng 9 năm 2022  | 20 tháng 12 năm 2023      |
| 268 | "Lễ hội trường nguy hiểm" "Nerawareta Gakuensai" (狙われた学園祭)                                   | 25 tháng 9 năm 2022  | 22 tháng 12 năm 2023      |
| 269 | "Cái bóng lén lút" "Shinobiyoru Kage" (忍び寄る影)                                                  | 2 tháng 10 năm 2022  | 24 tháng 12 năm 2023      |
| 270 | "Hai mặt của đồng xu" "Hyōri Ittai" (表裏一体)                                                      | 9 tháng 10 năm 2022  | 25 tháng 12 năm 2023      |
| 271 | "Hòn đảo phản bội" "Uragiri no Shima" (裏切りの島)                                                  | 16 tháng 10 năm 2022 | 27 tháng 12 năm 2023      |
| 272 | "Học sinh đoàn kết!!" "Seito Danketsu!!" (生徒団結!!)                                               | 23 tháng 10 năm 2022 | 29 tháng 12 năm 2023      |
| 273 | "Tạm biệt học viện Ninja!!" "Saraba Akademī!!" (さらば忍者学校!!)                                   | 30 tháng 10 năm 2022 | 31 tháng 12 năm 2023      |
| 274 | "Chim ưng không bay" "Tobenai Taka" (翔べない鷹)                                                    | 6 tháng 11 năm 2022  | 1 tháng 1 năm 2024        |
| 275 | "Bay lên bầu trời một lần nữa" "Futatabi Sora e" (再び空へ)                                         | 13 tháng 11 năm 2022 | 3 tháng 1 năm 2024        |
| 276 | "Chào mừng đến với mê cung" "Meikyū e Yōkoso" (迷宮へようこそ)                                      | 20 tháng 11 năm 2022 | 5 tháng 1 năm 2024        |
| 277 | "Sinh mạng biến mất" "Kieru Inochi" (消える命)                                                      | 27 tháng 11 năm 2022 | 7 tháng 1 năm 2024        |
| 278 | "Trò chơi cướp ghế" "Isutori Gēmu" (椅子取りゲーム))                                                | 4 tháng 12 năm 2022  | 8 tháng 1 năm 2024        |
| 279 | "Bảy bức tường" "Shichi no Kabe" (七の壁)                                                           | 11 tháng 12 năm 2022 | 10 tháng 1 năm 2024       |
| 280 | "Đột phá" "Toppakō" (突破口)                                                                        | 18 tháng 12 năm 2022 | 12 tháng 1 năm 2024       |
| 281 | "Sự thật của Yastume" "Yattsume no Shinjitsu" (八つ目の真実)                                        | 25 tháng 12 năm 2022 | 14 tháng 1 năm 2024       |

### Năm 2023
| No. | Tên tập phim                                                                                              | Ngày phát sóng gốc  | Ngày phát sóng tiếng Việt |
| --- | --- | ------------------- | ------------------------- |
| 282 | "Sasuke liệt truyện: Thâm nhập" "Sasuke Retsuden・Sennyū" (サスケ烈伝・潜入)                              | 8 tháng 1 năm 2023  | 15 tháng 1 năm 2024       |
| 283 | "Sasuke liệt truyện: Xếp sao" "Sasuke Retsuden・Hoshinarabe" (サスケ烈伝・星ならべ)                       | 15 tháng 1 năm 2023 | 17 tháng 1 năm 2024       |
| 284 | "Sasuke liệt truyện: Căn hầm bí mật" "Sasuke Retsuden・Chikashitsu no Himitsu" (サスケ烈伝・地下室の秘密) | 19 tháng 1 năm 2024 | 19 tháng 1 năm 2024       |
| 285 | "Sasuke liệt truyện: Đại địa ngàn sao" "Sasuke Retsuden・Chi ni Furishi Sora" (サスケ烈伝・地に降りし空)  | 29 tháng 1 năm 2023 | 21 tháng 1 năm 2024       |
| 286 | "Sasuke liệt truyện: Chiếc nhẫn" "Sasuke Retsuden・Yubiwa" (サスケ烈伝・指輪)                             | 5 tháng 2 năm 2023  | 22 tháng 1 năm 2024       |
| 287 | "Vết sẹo" "Tsumeato" (爪痕)                                                                               | 12 tháng 2 năm 2023 | 24 tháng 1 năm 2024       |
| 288 | "Mê hoặc" "Toriko" (虜)                                                                                   | 19 tháng 2 năm 2023 | 26 tháng 1 năm 2024       |
| 289 | "Tư cách" "Shikaku" (資格)                                                                                | 26 tháng 2 năm 2023 | 28 tháng 1 năm 2024       |
| 290 | "Dấu vết" "Kehai" (気配)                                                                                  | 5 tháng 3 năm 2023  | 29 tháng 1 năm 2024       |
| 291 | "Chi phối" "Kontorōru" (支配)                                                                             | 12 tháng 3 năm 2023 | 31 tháng 1 năm 2024       |
| 292 | "Khao khát" "Katsubō" (渇望)                                                                              | 19 tháng 3 năm 2023 | 2 tháng 2 năm 2024        |
| 293 | "Sự chia ly" "Wakare" (別れ)                                                                              | 26 tháng 3 năm 2023 | 4 tháng 2 năm 2024        |

Đây là một danh sách chưa hoàn chỉnh. Bạn có thể giúp Wikipedia .